# 北出高一郎
北出 高一郎（きたで こういちろう、1948年 - ）は、日本の実業家。シティバンク・プライベートバンク（現・シティバンク銀行）元在日代表兼北アジア統括代表。

## 人物・経歴
上智大学経済学部卒業。大学卒業後、ファーストナショナルシチー銀行（現・シティバンク銀行）東京支店に入行。同社資金部長、外国為替部長、国際金融本部本部長、法人営業本部長、プライベートバンク日本地域本部長等を経て、同社在日代表に就任。その後、同社北アジア統括代表を兼任。